# 尾上町 (横浜市)
尾上町（おのえちょう）は、神奈川県横浜市中区の町名。横浜市の中心街の関内地区に位置する。現行行政地名は尾上町。「字丁目」として1丁目から6丁目までが存在し、住居表示は未実施。

## 地理
横浜の関内地区に位置し、尾上町通りに沿い南東 - 北西に細長い形をしている。南東が1丁目、北西が6丁目となっている。北東（海側）の常盤町、関内駅側の真砂町1～4丁目・港町5～6丁目に挟まれ、南東は横浜公園、北西は大岡川を挟んで桜木町に接し、大江橋で結ばれている。横浜公園との境はみなと大通りが通り、各丁目の境には、1・2丁目の境から順にベイスターズ通り・関内桜通り・関内大通り・馬車道・博物館通りが横断する。尾上町通りと関内大通りのうち、桜木町方面から尾上町交差点を経て羽衣町方面への区間は国道16号となっている。3～4丁目の尾上町通りの地下には横浜市営地下鉄関内駅があり（JR関内駅と離れているため計画時の仮称は「尾上町駅」だった）、JR根岸線の関内駅とはマリナード地下街で結ばれている。5丁目には丸井馬車道館が撤退した跡に高層マンションが建てられ、2024年3月31日現在145世帯258名が暮らす。他の丁目はほぼオフィス街となっており、人口はゼロまたはごくわずかである。町名は、謡曲『高砂』に出てくる尾上の松に因む。縁起を祝って付けられた、瑞祥地名である。

## 歴史

### 沿革
1871年（明治4年）、太田屋新田の埋立地に尾上町を新設。1873年3月の大火により一帯が焼失。新浜町・若松町・緑町・高砂町・小松町・小船町・駒形町を廃し相生町・尾上町・住吉町・常盤町・真砂町・港町を北西-南東に走る通り沿いに設置した。1889年（明治22年）4月1日横浜市制施行により横浜市尾上町となる。

### 治安・風紀の維持
2022年（令和4年）11月1日より、尾上町1丁目から6丁目は神奈川県暴力団排除条例に基づき暴力団排除特別強化地域に指定されることとなった。地域内では飲食店などの特定営業者と暴力団員との間でみかじめ料のやりとりや用心棒などの役務提供・依頼などが禁止され、違反者は金銭の支払いや役務を依頼した側であっても懲役1年以下または罰金50万円以下の罰則が科される。

## 世帯数と人口
2025年（令和7年）6月30日現在（横浜市発表）の世帯数と人口は以下の通りである。秘匿の地域は合算で表記する。
| 町丁        | 世帯数  | 人口  |
| ----------- | ------- | ----- |
| 尾上町1丁目 | 8世帯   | 14人  |
| 尾上町3丁目 | 8世帯   | 14人  |
| 尾上町4丁目 | 8世帯   | 14人  |
| 尾上町2丁目 | 0世帯   | 0人   |
| 尾上町5丁目 | 143世帯 | 254人 |
| 尾上町6丁目 | 0世帯   | 0人   |
| 計          | 151世帯 | 268人 |

### 人口の変遷
国勢調査による人口の推移。
| 年                 | 人口 |
| ------------------ | ---- |
| 1995年（平成7年）  | 18   |
| 2000年（平成12年） | 12   |
| 2005年（平成17年） | 250  |
| 2010年（平成22年） | 284  |
| 2015年（平成27年） | 292  |
| 2020年（令和2年）  | 310  |

### 世帯数の変遷
国勢調査による世帯数の推移。
| 年                 | 世帯数 |
| ------------------ | ------ |
| 1995年（平成7年）  | 13     |
| 2000年（平成12年） | 8      |
| 2005年（平成17年） | 138    |
| 2010年（平成22年） | 149    |
| 2015年（平成27年） | 172    |
| 2020年（令和2年）  | 176    |

## 学区
市立小・中学校に通う場合、学区は以下の通りとなる（2024年11月時点）。
| 丁目        | 番地 | 小学校             | 中学校                 |
| ----------- | ---- | ------------------ | ---------------------- |
| 尾上町1丁目 | 全域 | 横浜市立本町小学校 | 横浜市立横浜吉田中学校 |
| 尾上町2丁目 | 全域 | 横浜市立本町小学校 | 横浜市立横浜吉田中学校 |
| 尾上町3丁目 | 全域 | 横浜市立本町小学校 | 横浜市立横浜吉田中学校 |
| 尾上町4丁目 | 全域 | 横浜市立本町小学校 | 横浜市立横浜吉田中学校 |
| 尾上町5丁目 | 全域 | 横浜市立本町小学校 | 横浜市立横浜吉田中学校 |
| 尾上町6丁目 | 全域 | 横浜市立本町小学校 | 横浜市立横浜吉田中学校 |

## 事業所
2021年現在の経済センサス調査による事業所数と従業員数は以下の通りである。
| 丁目        | 事業所数  | 従業員数 |
| ----------- | --------- | -------- |
| 尾上町1丁目 | 55事業所  | 1,632人  |
| 尾上町2丁目 | 33事業所  | 903人    |
| 尾上町3丁目 | 154事業所 | 1,789人  |
| 尾上町4丁目 | 52事業所  | 725人    |
| 尾上町5丁目 | 141事業所 | 2,076人  |
| 尾上町6丁目 | 90事業所  | 1,522人  |
| 計          | 525事業所 | 8,647人  |

### 事業者数の変遷
経済センサスによる事業所数の推移。
| 年                 | 事業者数 |
| ------------------ | -------- |
| 2016年（平成28年） | 448      |
| 2021年（令和3年）  | 525      |

### 従業員数の変遷
経済センサスによる従業員数の推移。
| 年                 | 従業員数 |
| ------------------ | -------- |
| 2016年（平成28年） | 6,470    |
| 2021年（令和3年）  | 8,647    |

## 施設
- 横浜銀行
- 群馬銀行
- 横浜信用金庫
- 大和証券
- 野村證券
- ホテルマイステイズ
- 横浜指路教会
- 加賀町警察署 尾上町交番

## その他

### 日本郵便
- 郵便番号：231-0015[3]（集配局：横浜港郵便局[19]）

また、事業所等によっては専用番号が付与されているところがある。

### 警察
町内の警察の管轄区域は以下の通りである。
| 丁目        | 番・番地等 | 警察署       | 交番・駐在所 |
| ----------- | ---------- | ------------ | ------------ |
| 尾上町1丁目 | 全域       | 加賀町警察署 | 尾上町交番   |
| 尾上町2丁目 | 全域       | 加賀町警察署 | 尾上町交番   |
| 尾上町3丁目 | 全域       | 加賀町警察署 | 尾上町交番   |
| 尾上町4丁目 | 全域       | 加賀町警察署 | 尾上町交番   |
| 尾上町5丁目 | 全域       | 加賀町警察署 | 尾上町交番   |
| 尾上町6丁目 | 全域       | 加賀町警察署 | 尾上町交番   |

## 参考資料
- 『県別マップル 神奈川県広域・詳細道路地図』昭文社、2006年（4刷）。ISBN 978-4398626998
- “横浜市町区域要覧” (PDF).   横浜市市民局 (2018年7月9日). 2024年3月24日閲覧。